# Stazione meteorologica di Battipaglia
La stazione meteorologica di Battipaglia è la stazione meteorologica di riferimento relativa alla città di Battipaglia.

## Coordinate geografiche
La stazione meteo si trova nell'Italia meridionale, in Campania, in provincia di Salerno, nel comune di Battipaglia, a 72 metri s.l.m. e alle coordinate geografiche 40°36′N 14°59′E.

## Dati climatologici
In base alla media trentennale di riferimento 1961-1990, la temperatura media del mese più freddo, gennaio, si attesta a +9,0 °C; quella del mese più caldo, agosto, è di +23,6 °C.
Le precipitazioni medie annue sfiorano i 1.000 mm, distribuite mediamente in 84 giorni, e presentano un minimo estivo ed un picco in autunno-inverno .

### Clima
Battipaglia è caratterizzata da un clima mediterraneo (Classificazione di Köppen Csa), con piogge concentrate prevalentemente nel semestre freddo e un calo delle precipitazioni in corrispondenza della stagione estiva. Durante l'estate, tuttavia, le precipitazioni non sono del tutto assenti bensì concentrate in episodici temporali pomeridiani che spesso possono presentarsi di moderata intensità, seppur di breve durata. La caratteristica principale della stagione estiva è tuttavia la presenza di lunghi periodi di tempo stabile e ventilazione a regime di brezza. L'instaurarsi della brezza di mare da ovest - sudovest a partire dalla tarda mattinata e della brezza di monte da nord - nordest durante la tarda serata e la notte tende a temperare e contenere gli eccessi termici, in particolare nei valori massimi che si presentano più bassi rispetto alle località dell'entroterra. Per contro, la presenza delle brezze, pur impedendo l'eccessivo aumento delle temperature massime durante le ore pomeridiane apporta un aumento del tasso di umidità che si manifesta con un aumento del disagio da afa.
L'area cittadina (stazione meteorologica di Battipaglia - Belvedere) è caratterizzata dal fenomeno dell'isola di calore urbana, con valori di temperature di 2 -3 °C più alti rispetto alle aree rurali. Il valore di temperatura massimo registrato nella stazione meteorologica di Battipaglia-Belvedere relativo al periodo 2005-2021 è di +40,4 °C (24 agosto 2007).
Battipaglia presenta inverni miti con valori massimi compresi tra +13 e +14 °C e minime comprese tra +7 °C dell'area urbana ai +5 °C delle aree rurali. Si verificano, di solito, due o tre ondate di freddo quasi ogni inverno, durante le quali le massime non superano i +7/+8 °C e le minime si avvicinano a 0 °C. Durante le ondate di freddo più intense le massime possono mantenersi inferiori a +4 °C e le minime scendere di qualche grado sotto lo 0 °C. Il valore minimo assoluto registrato nell'area urbana, (dal gennaio 2005 ad oggi) è stato -3,2 °C (17 febbraio 2008). Le aree rurali presentano un numero maggiore di giorni di gelo e minime più basse. Il record negativo misurato dalla vicina stazione meteorologica dell'Aeroporto di Salerno-Costa d'Amalfi è stata -7,5 °C (26 gennaio 1954)
La neve è un evento raro. Durante l'inverno le nevicate si verificano nelle aree montane a nord della città e solo sporadicamente l'area urbana vede la caduta di fiocchi di neve. Ancor più rari sono gli accumuli al suolo. La notte tra il 30 e il 31 dicembre 2014, durante un'irruzione di aria fredda di origine artica Battipaglia è stata imbiancata da un sottile strato di graupel. L'evento precedente risaliva al 15 dicembre 2007. Il 9 febbraio 2015 è stata interessata da un'intensa nevicata con accumuli di qualche centimetro nelle immediate aree collinari. Il mese di gennaio 2017 ha visto un lungo periodo di freddo durato oltre 10 giorni. Durante questa intensa ondata di freddo sono stati registrati quattro giorni di gelo, con un accumulo di neve al suolo di circa 1 cm durante le prime ore del 6 gennaio e un giorno di ghiaccio il 7 gennaio, con la massima che ha sfiorato +0,9 °C e la minima -2 °C, restando costantemente sotto lo zero nelle aree più settentrionali della città e sulle prime propaggini collinari.
L'ultimo evento nevoso in città con accumulo al suolo (>= 1 cm) risale alla sera/notte del 4/5 gennaio 2019.
I dati termometrici della stazione meteorologica cittadina (Battipaglia - Belvedere) con i dati pluviometrici della stazione meteorologica extraurbana di Battipaglia, analizzati tramite i parametri della Classificazione climatica di Thornthwaite hanno permesso di definire il clima della città della Piana del Sele come: C2B'3s2b'4, ossia clima subumido, terzo mesotermico, con elevato deficit pluviometrico estivo ed efficienza termica estiva del 49,7%.
| Battipaglia           | Mesi  | Mesi  | Mesi  | Mesi  | Mesi  | Mesi  | Mesi  | Mesi  | Mesi  | Mesi  | Mesi  | Mesi  | Stagioni | Stagioni | Stagioni | Stagioni | Anno |
| Battipaglia           | Gen   | Feb   | Mar   | Apr   | Mag   | Giu   | Lug   | Ago   | Set   | Ott   | Nov   | Dic   | Inv      | Pri      | Est      | Aut      | Anno |
| --------------------- | ----- | ----- | ----- | ----- | ----- | ----- | ----- | ----- | ----- | ----- | ----- | ----- | -------- | -------- | -------- | -------- | ---- |
| T. max. media (°C)    | 13,2  | 14,0  | 16,1  | 18,6  | 22,9  | 26,7  | 29,1  | 29,5  | 27,0  | 22,8  | 18,1  | 14,2  | 13,8     | 19,2     | 28,4     | 22,6     | 21,0 |
| T. min. media (°C)    | 4,9   | 5,2   | 6,5   | 8,4   | 11,7  | 15,1  | 17,5  | 17,8  | 15,9  | 12,6  | 8,7   | 6,0   | 5,4      | 8,9      | 16,8     | 12,4     | 10,9 |
| Precipitazioni (mm)   | 121   | 99    | 94    | 78    | 45    | 27    | 14    | 43    | 64    | 111   | 158   | 134   | 354      | 217      | 84       | 333      | 988  |
| Giorni di pioggia     | 10    | 9     | 9     | 9     | 5     | 4     | 2     | 3     | 5     | 7     | 11    | 10    | 29       | 23       | 9        | 23       | 84   |
| Vento (direzione-m/s) | N 5,1 | N 5,3 | E 5,1 | E 4,5 | E 4,4 | E 4,1 | E 4,1 | E 4,1 | E 4,8 | E 5,6 | E 5,1 | E 5,7 | 5,4      | 4,7      | 4,1      | 5,2      | 4,8  |

| Battipaglia - Belvedere (2005-2022) | Mesi        | Mesi        | Mesi        | Mesi        | Mesi        | Mesi               | Mesi        | Mesi        | Mesi        | Mesi        | Mesi        | Mesi        | Stagioni | Stagioni | Stagioni | Stagioni | Anno |
| Battipaglia - Belvedere (2005-2022) | Gen         | Feb         | Mar         | Apr         | Mag         | Giu                | Lug         | Ago         | Set         | Ott         | Nov         | Dic         | Inv      | Pri      | Est      | Aut      | Anno |
| ----------------------------------- | ----------- | ----------- | ----------- | ----------- | ----------- | ------------------ | ----------- | ----------- | ----------- | ----------- | ----------- | ----------- | -------- | -------- | -------- | -------- | ---- |
| T. max. media (°C)                  | 13,4        | 14,4        | 17,0        | 21,1        | 24,7        | 29,0               | 31,2        | 31,5        | 27,6        | 23,0        | 18,4        | 14,6        | 14,1     | 20,9     | 30,6     | 23,0     | 22,2 |
| T. min. media (°C)                  | 6,8         | 7,0         | 8,7         | 11,5        | 15,3        | 19,1               | 21,6        | 21,7        | 18,8        | 14,9        | 11,5        | 8,2         | 7,3      | 11,8     | 20,8     | 15,1     | 13,8 |
| T. max. assoluta (°C)               | 21,3 (2018) | 23,0 (2016) | 24,8 (2018) | 31,3 (2013) | 34,3 (2008) | 37,0 (2019 - 2022) | 37,4 (2007) | 40,4 (2007) | 34,7 (2015) | 31,6 (2012) | 26,9 (2018) | 22,9 (2014) | 23,0     | 34,3     | 40,4     | 34,7     | 40,4 |
| T. min. assoluta (°C)               | −2,0 (2017) | −3,2 (2008) | 0,6 (2011)  | 2,0 (2020)  | 8,2 (2011)  | 10,8 (2012)        | 16,2 (2014) | 17,2 (2005) | 11,5 (2007) | 6,6 (2007)  | 1,6 (2005)  | −2,4 (2010) | −3,2     | 0,6      | 10,8     | 1,6      | −3,2 |

| Battipaglia - Belvedere (2018-2022) | Mesi | Mesi | Mesi | Mesi | Mesi | Mesi | Mesi | Mesi | Mesi | Mesi | Mesi  | Mesi  | Stagioni | Stagioni | Stagioni | Stagioni | Anno  |
| Battipaglia - Belvedere (2018-2022) | Gen  | Feb  | Mar  | Apr  | Mag  | Giu  | Lug  | Ago  | Set  | Ott  | Nov   | Dic   | Inv      | Pri      | Est      | Aut      | Anno  |
| ----------------------------------- | ---- | ---- | ---- | ---- | ---- | ---- | ---- | ---- | ---- | ---- | ----- | ----- | -------- | -------- | -------- | -------- | ----- |
| Precipitazioni (mm)                 | 95,0 | 65,0 | 59,0 | 54,0 | 57,0 | 22,0 | 13,0 | 19,0 | 98,0 | 71,0 | 152,0 | 159,0 | 319,0    | 170,0    | 54,0     | 321,0    | 864,0 |